# Azeta signans
Azeta signans är en fjärilsart som beskrevs av Walker 1858. Azeta signans ingår i släktet Azeta och familjen nattflyn. Inga underarter finns listade i Catalogue of Life.